# 绿松石
绿松石，又称松石，也被稱為突厥玉、土耳其石、土耳其玉。是一种水合铜铝磷酸盐矿物，属于磷酸盐矿物。分子结构式：CuAl6(PO
4)4(OH)8·4H
2O。一般是由水流沉淀生成，颜色从蓝、绿色到浅绿、浅黄色，硬度则差异较大。其中以蓝色的最为贵重，可作昂贵的首饰装饰。蓝色和蓝绿色翠绿等纯正色彩而且结构致密的，都可作为高级艺术雕刻的材料。绿松石因其美丽的色泽和瑰丽的花纹，成为东方、西方共同喜爱的宝石。在西方绿松石还是现代诞生石中代表十二月的诞生石，象征着成功与必胜。

## 名稱
在歐洲，綠松石被稱為。這個名稱來自法語，是土耳其的稱呼之一，因為這種玉石最早由土耳其進口到歐洲，因此得名。

## 形态特征
- 绿松石是由水和铜、铝磷酸盐矿物形成。
- 绿松石以不透明的蔚蓝色为主要颜色，也有淡蓝色、蓝绿色、绿色、浅绿色、黄绿色、灰绿色、苍白色等颜色。
- 一般摩氏硬度5~6。
- 比重2.6~2.9。
- 折射率1.62左右。
- 长波紫外线照射下，可发出淡绿色到蓝色的荧光。

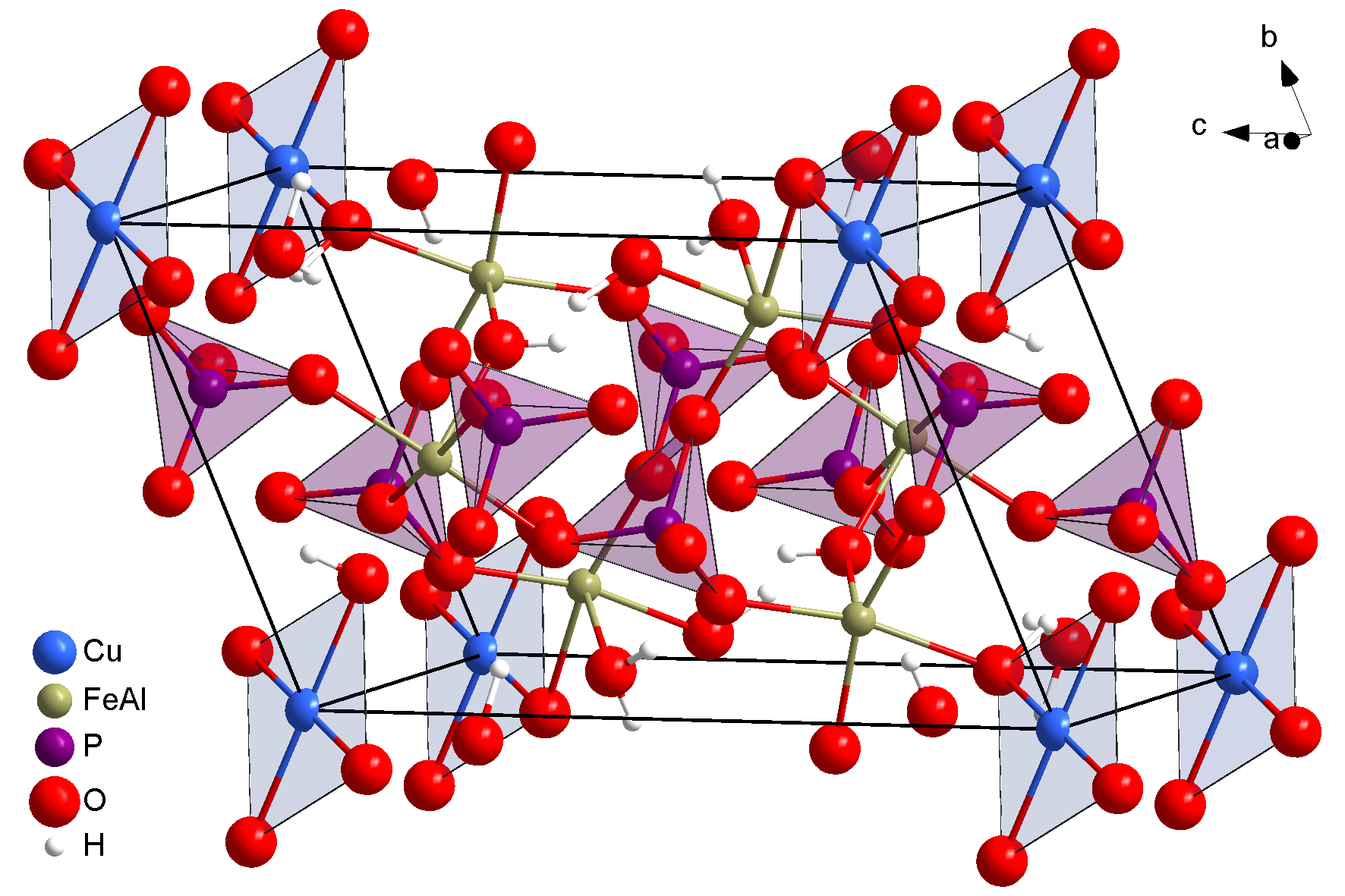
绿松石分子结构示意图

- 绿松石质地并不均匀，颜色深浅不一，有的甚至含有浅色条纹、斑点或者褐黑色的铁线。
- 密度也有较大差别，孔隙多的质地疏松，孔隙少的致密坚硬。
- 绿松石抛光后带有柔和的蜡状光泽至半玻璃光泽。精品绿松石经过抛光以后，好像上了釉的瓷器，所以也被称作“瓷松石”。
- 绿松石作为宝石也有缺点，它受热容易褪色，而且易受强酸腐蚀而变色。
- 绿松石的硬度越低，孔隙就越多，越具备吸水和易碎的缺点。因此汗渍、污渍、油渍、铁锈、茶水、化妆品等均可能顺孔隙进入宝石内，导致难以去除的变色。[2]

## 品种分类

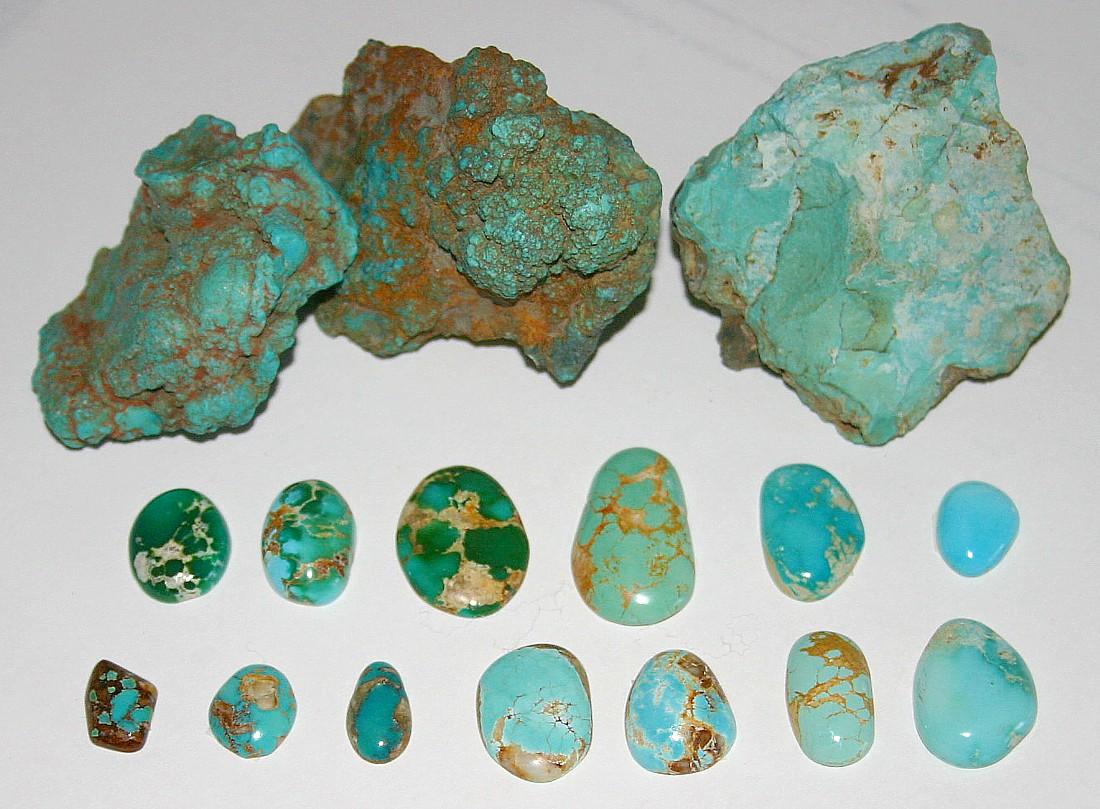
产于美国内华达州的浅蓝色绿松石

绿松石常以颜色、产地、结构、构造、光泽、质地和产区来分类，而很多分类又或多或少的被视为绿松石的质量等级，而带有重要意义。

### 按颜色分类
1. 蓝色绿
2. 浅蓝色绿
3. 蓝绿色绿松石
4. 绿色绿松石
5. 黄绿色绿松石
6. 浅绿色绿松石[5]

### 按结构、构造、光泽和质地分类

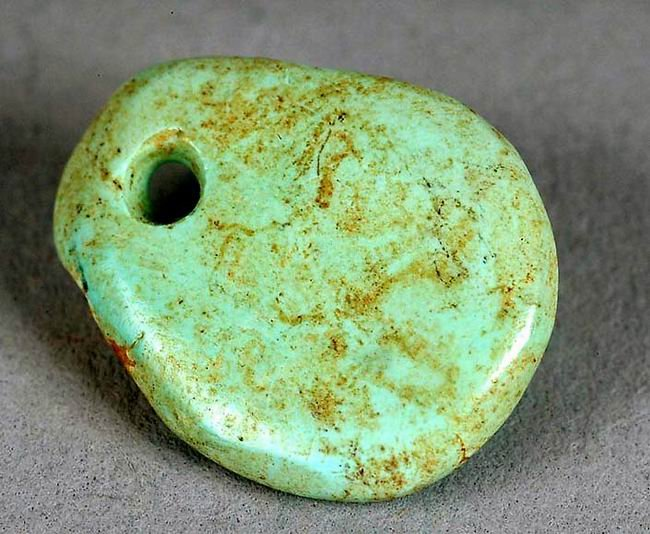
公元1000年古印第安的铁线绿松石

1. 透明绿松石：透明的绿松石结晶。极为罕见，非常贵重，目前仅产于美国弗吉尼亚，单块透明宝石重量少于1 克拉；
2. 块状绿松石：致密的块状绿松石。色彩鲜艳，质地细密坚实，有光泽，十分常见；
3. 结核状绿松石：呈卵状、椭球状、葡萄状、枕状等形态的绿松石，大小悬殊较大；
4. 蓝缟绿松石：也被称为花边绿松石，指因铁元素渗透部分取代铝元素而形成的，带有蛛网状花纹的绿松石；
5. 铁线绿松石：表面带有细的铁黑色花纹的绿松石；
6. 瓷松石：天蓝色、质地细密坚实，打碎后断面如瓷器断面，十分光亮的绿松石，质量比较高；
7. 脉状绿松石：脉络状、付存于周围岩石破碎带中的绿松石；
8. 斑杂状绿松石：带有高岭石和褐铁矿等矿物而呈现斑点状构造的绿松石，质量比较差；
9. 面松：质地松散的绿松石，断面呈颗粒状，硬度低，指甲能刻出划痕。只有部分块料可用；
10. 泡松：比面松质地还松散的绿松石，质量最低，几乎不能使用。但现在泡松经过着色、注胶后已成为一种可用的绿松石品种。[6]

### 按产地分类

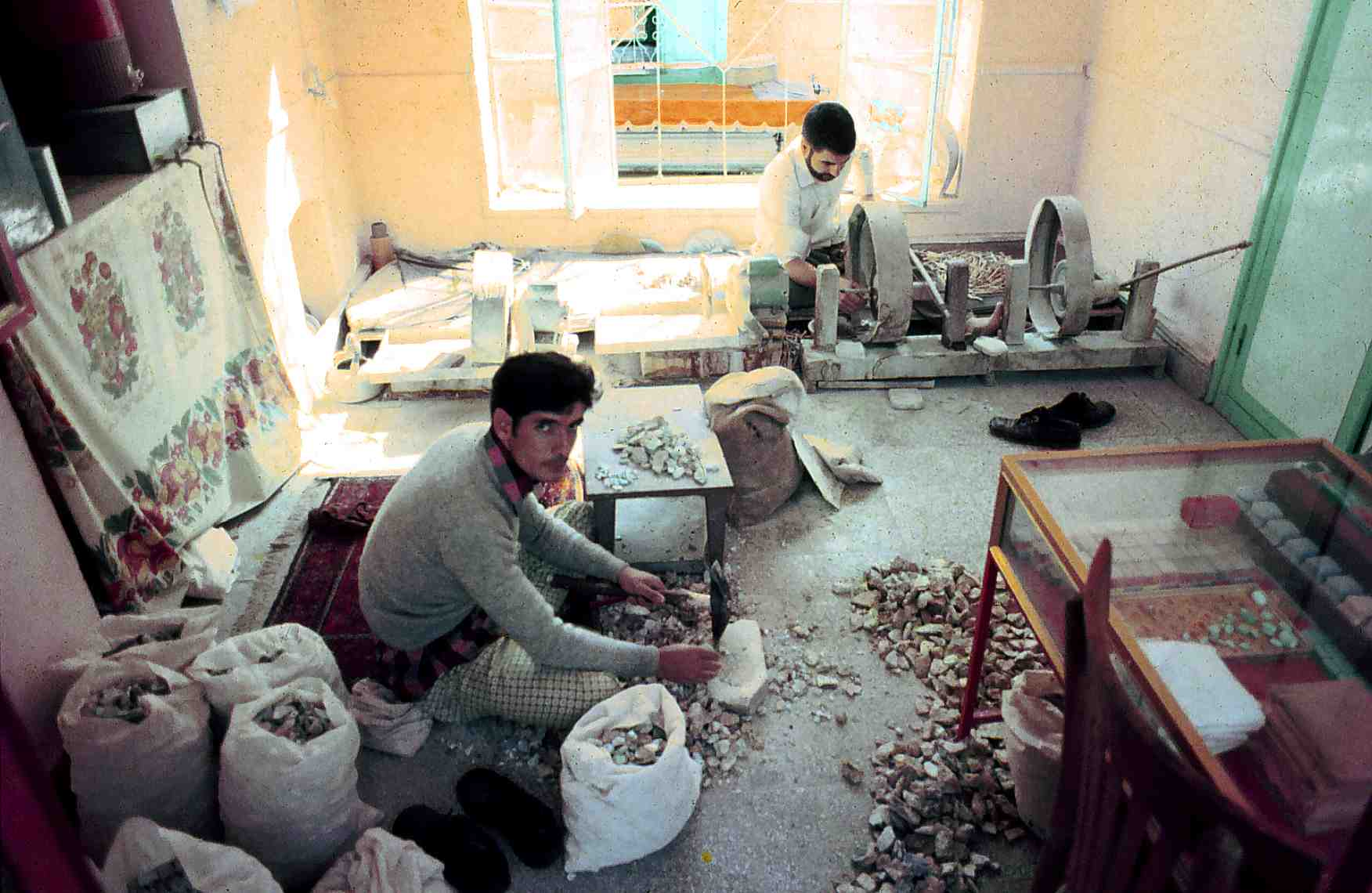
切割打磨绿松石，1973年伊朗

1. 湖北绿松石：产地位于中国鄂西北的郧县、竹山、郧西等地，矿山位于武当山脉的西端、汉水以南的部分区域内。古称荆州石或襄阳甸子。
2. 安徽绿松石：产地位于中国长江流域安徽省马鞍山、铜陵等地。产地湖北的绿松石里面最好的料是晶状体松石，其结构和安徽马鞍山、铜陵松石一样。铜陵仔料产于安徽的枞阳和庐江，颗粒小，颜色蓝，硬度极高。九十年代末就已枯竭，市场上是少之又少。安徽铜陵高兰小仔料可以算得上国产松石的君王。
3. 尼沙普尔绿松石：产地位于伊朗阿里米塞尔山上的内沙布尔地区。古称回回甸子，日本称东方绿松石。[7]
4. 西奈绿松石：产地位于西奈半岛，是世界上最古老的绿松石产地。
5. 美国绿松石：产地位于美国西南部，特别是亚利桑那产量最大。[8]
6. 埃及绿松石
7. 智利绿松石
8. 澳大利亚绿松石[9]

## 品質等级

### 中国绿松石的等级分類

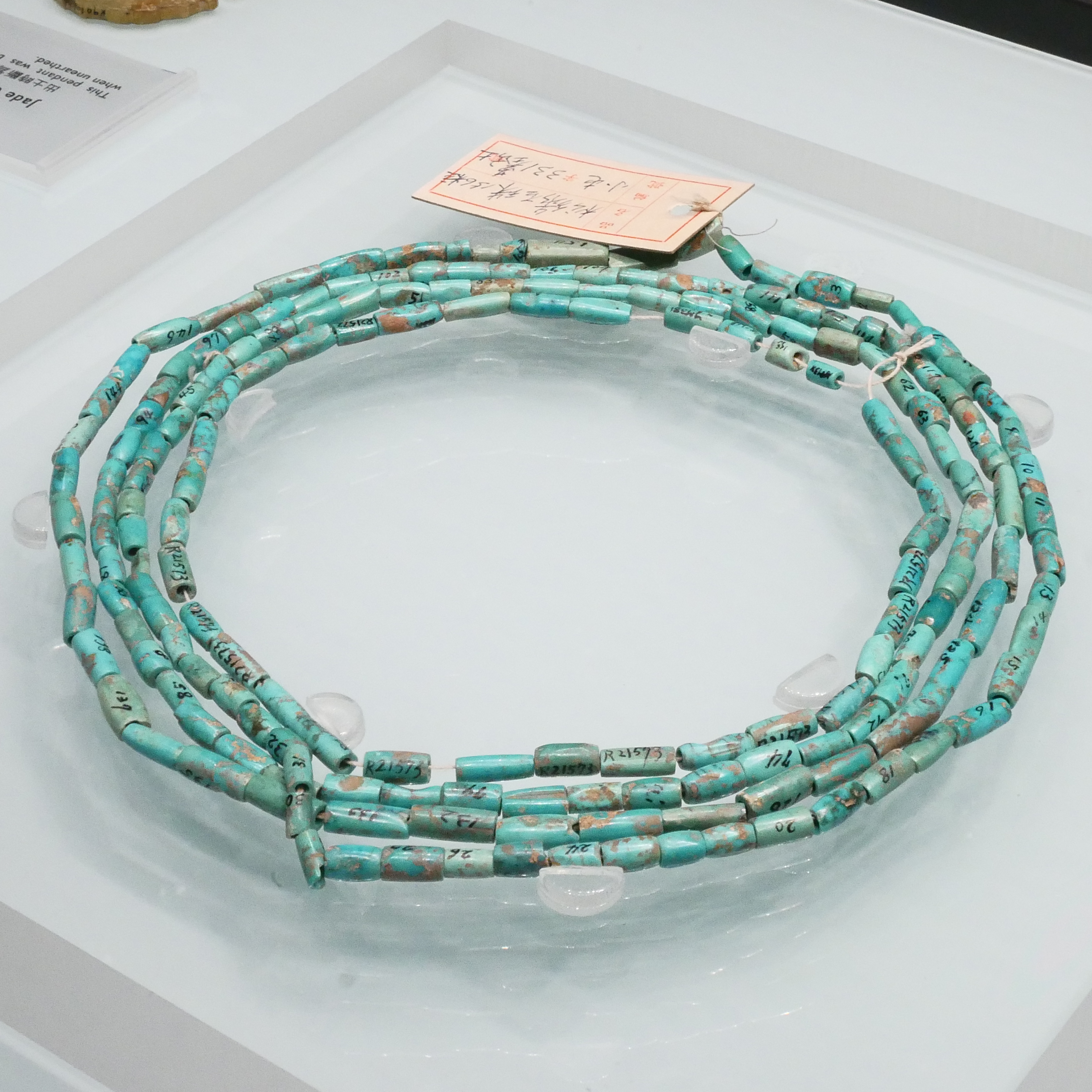
小屯331號墓出土綠松石項鍊

- 依据颜色、光泽、质地、块度等特性，中国大陆一般将绿松石划分为三个等级：

1. 一级绿松石：呈现明艳的天蓝色，色调纯正、匀称，光泽很强，微透明至半透明，有玻璃感。质地细密、坚实，没有铁线或者其他缺陷，块度大。
2. 二级绿松石：呈现深蓝色、翠绿色或者蓝绿色，光泽较强，微透明。质地坚实，很少铁线或者其他缺陷，块度中。
3. 三级绿松石：呈现浅蓝色、蓝白色或者浅黄绿色等，光泽差，质地比较疏松，有明显铁线、白脑、筋、糠心等缺陷，块度大小不一。

### 国际绿松石的等级
- 国外根据绿松石的颜色、透明度和质地等特征将绿松石分为四级，这些等级名称有的用地名表示，但并非指示产地。

#### 一级品
- 一级品包括以下三种不同结构的绿松石

1. 最高等的绿松石呈现明艳的蓝色，柔和而均匀，无暗色或者浅蓝色斑点，无铁线，光泽强，半透明，有玻璃感，相对致密孔隙度小。此等级较少见，因多产于波斯，故在商业上被称为波斯级；
2. 颜色质地都是上品，但表面带有蛛网状花纹。此等级常被称为波斯蜘蛛网绿松石；
3. 颜色质地都是上品，但带有形态不一的铁线。此等级被称为波斯级铁线绿松石。

#### 二级品

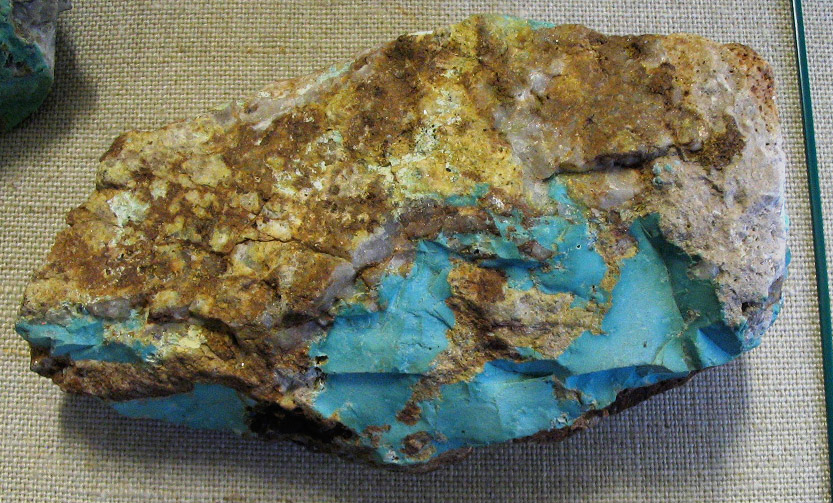
产于美国亚利桑那的美洲级绿松石

- 二级品被称为美洲级，美国松石或者墨西哥松石，这些名称都不代表产地。二级品分为以下三种：

1. 此等级呈现浅蓝色，颜色不如波斯级鲜艳。透明度也不如波斯级，不透明或微透明，光泽也不如波斯级强，常带有若干浅或暗的斑块，多数无铁线；
2. 颜色质地同上，表面有细的蛛网状花纹；
3. 颜色质地同上，带有各种各样形式的铁线。

#### 三级品
- 呈蓝或者蓝绿色，常是从波斯级中挑选出来的，它比美国级细密，但因为颜色不讨人喜欢而降低等级。在商业上被称为埃及级。

#### 四级品
- 呈现浅或者深的黄绿色，铁线较多，最低的一个等级，价值很低，在商业上被称为阿富汗级。

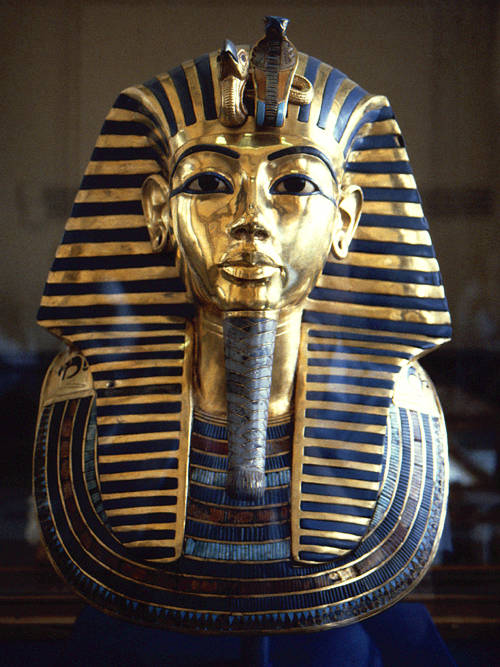
古埃及著名的图坦卡门（前1325年）黄金面具使用了大量的绿松石镶嵌

## 历史和风俗
- 在古波斯的历史中，绿松石被认为是具有神秘色彩的避邪之物，被做成护身符。曾在多处古波斯墓葬中发现绿松石饰物。[10]
- 在中国，位于河南郑州大河村仰韶文化（距今6500－4400年）的遗址中，出土了2件绿松石制的28cm长的鱼形饰物。[11]
- 在中国藏族文化中，藏民认为绿松石是神之化身，也标志着权力和地位，从而成为最为时尚的神圣饰品。绿松石被用于装饰第一个藏王的王冠，也被当作神坛的供品。[12]
- 在西方，绿松石还是现代诞生石中代表十二月的诞生石[13]，也就是水瓶座的星座石，象征着成功与必胜。
- 绿松石是象征美国亚利桑那州[14]，内华达州[15]和新墨西哥州[16]的州石。

## 改质和合成

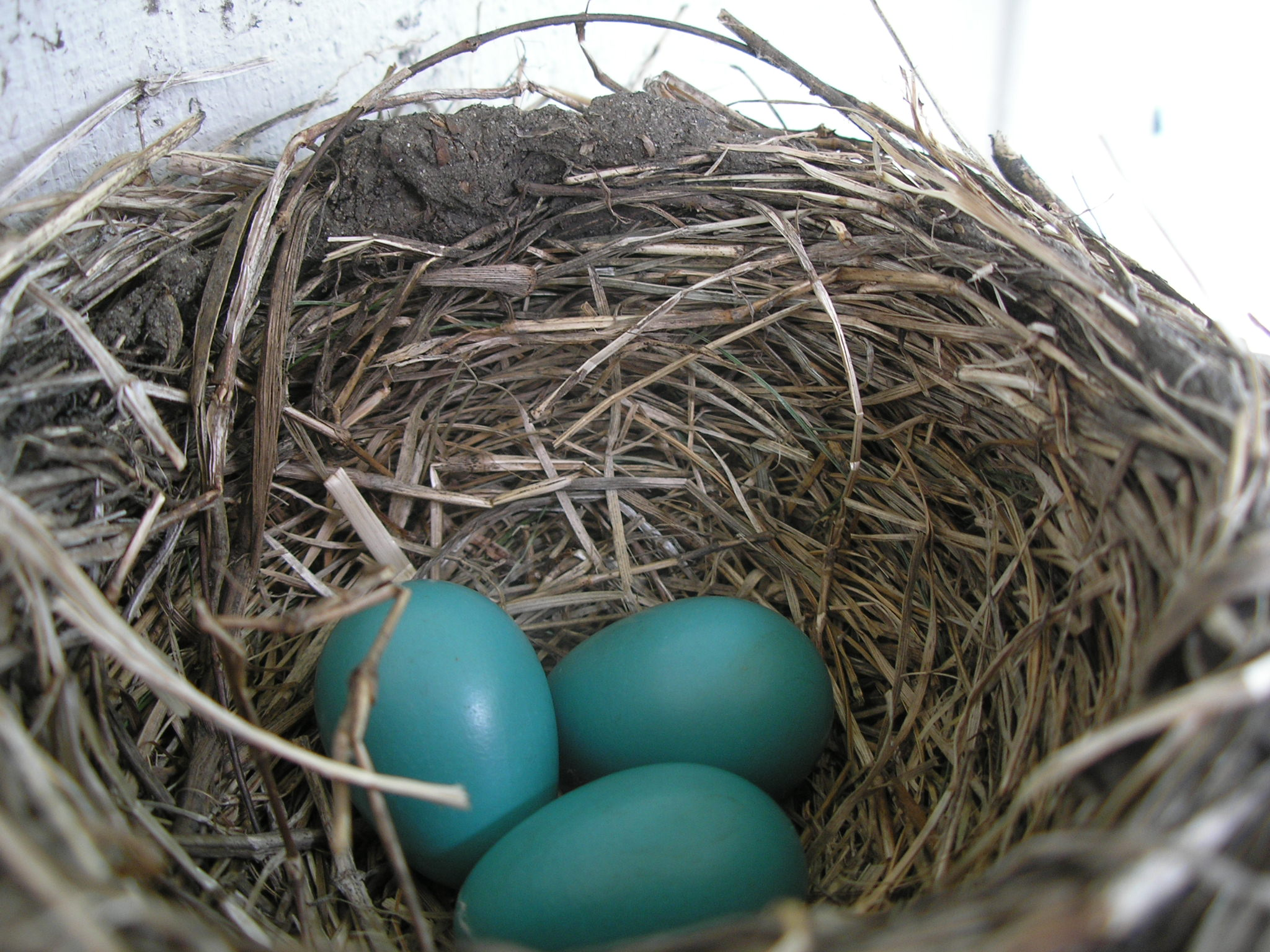
蓝色的美洲知更鸟蛋和鸟巢

因为目前适合打磨而不易破裂的优质天然绿松石很少见，所以若是在商店里看到被打磨成圆珠状或者其它特殊形状的绿松石首饰，基本不会是纯天然的，很可能是改质过的，也可能根本就是合成的。一般只有保持了天然的不规则形状，而且铁线凹陷的绿松石制品，才可能是纯天然的。

### 改质
- 为了美化一些品质较差的天然绿松石的外表、色泽，提高质地和密度，通常采用以下方法来改质。这种做法得到了珠宝饰品界的认可。

1. 注蜡：俗称蘸蜡，在绿松石加工完成以后再表面附着一层蜡，可以改善表面的孔洞的缺陷并使颜色更加亮丽，并保护绿松石内部结构不被其他液体侵蚀。是宝石类饰品常见的表面处理方法，并不会改变绿松石内部结构。
2. 注塑：主要是为了提高绿松石硬度，同时也提高绿松石加工过程中的成品率。有时也可以在注色的过程中添加着色剂，可以改善孔洞的缺陷，而且可以减少表面光的散射，使绿松石显示柔和的蓝色调，还也可以提高硬度。绿松石注塑处理，也被称作绿松石稳定化处理。稳定化处理过的绿松石有较好的色泽和较小的密度，不过，经过热针测试会使塑料析出，而导致毁坏。
3. 柴可利（Zachery）处理：可以美化绿松石色泽，减少孔隙而且不加入任何外来非天然物质。处理后的宝石显示出一种“知更鸟蛋”的蓝色，十分美观。[17]

### 合成

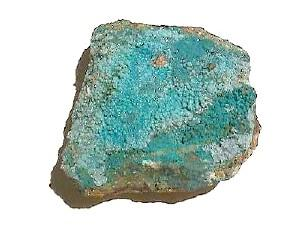
带有石英晶簇的葡萄硅孔雀石偶尔被用作合成绿松石的原料

人工合成的绿松石。这类所谓的绿松石，因其化学成分与绿松石截然不同，所以并不是真正的绿松石，只不过外表十分相近而以。合成的绿松石通常有以下几种： 
1. 吉尔森法合成绿松石：这种方法采用了和制造陶瓷相仿的工艺。在放大镜下可以看到在较浅的表面上分布着细微的蓝色颗粒，俗称为“奶酪夹小麦”现象，这种现象可以看作是合成品的一个证据。
2. 染色的羟硅硼钙石：这是一种廉价的绿松石仿品，最简单的分辨方法是它会在查尔斯滤色镜下显出粉色。
3. 玻璃：它也可以用来仿制绿松石，但是由于他们的折射率值不同，所以十分容易分辨。在玻璃中还可以清晰见到气泡和旋涡纹。
4. 矿物粉末的混合物：经染色后的矿物粉末的混合物，使用塑料或者环氧树脂粘接，也可以仿造出绿松石。

## 维护和保养
- 尽量将綠松石与化妝品、香水等物分开，以免腐蚀绿松石首飾。
- 因为綠松石有很多孔隙，在鉴别真伪的时候，注意不要使用重液測量密度法，因為重液三溴甲烷、二碘甲烷能腐蚀绿松石使之變色。
- 應避免與茶水、饮料、肥皂水、酒精、油污和鐵鏽等接觸，以防污物順孔隙滲入绿松石使之變色。
- 避免将綠松至于高温环境和陽光直射，以免褪色、裂开。
- 綠松石应尽量避免與其它硬物碰撞。
- 绿松石应儲存在陰涼干爽處，並于佩帶後用清水洗净，擦干保存。[19]